# RKSV Sittardia in het seizoen 1956/57
Het seizoen 1956/1957 was het derde jaar in het bestaan van de Sittardse betaaldvoetbalclub Sittardia. De club kwam uit in de Eerste divisie B en eindigde daarin op de zesde plaats. Tevens deed de club mee aan het toernooi om de KNVB Beker, hierin werd in de tweede ronde verloren van Roda Sport (0–1).

## Wedstrijdstatistieken

### Eerste divisie B
|       | AGOVV | Blauw-Wit | D.F.C. | EBOH  | EDO   | Excelsior | Fortuna | Helmond | Hermes DVS | RCH   | Rigtersbleek | SHS   | Stormvogels | Vitesse | Volendam |
| ----- | ----- | --------- | ------ | ----- | ----- | --------- | ------- | ------- | ---------- | ----- | ------------ | ----- | ----------- | ------- | -------- |
| Thuis | 2 – 2 | 1 – 2     | 3 – 1  | 6 – 2 | 1 – 1 | 0 – 2     | 2 – 2   | 5 – 4   | 4 – 2      | 3 – 0 | 4 – 0        | 4 – 3 | 1 – 4       | 1 – 2   | 3 – 0    |
| Uit   | 0 – 0 | 3 – 2     | 1 – 2  | 3 – 0 | 0 – 0 | 0 – 0     | 0 – 3   | 1 – 0   | 5 – 2      | 1 – 0 | 3 – 2        | 0 – 3 | 2 – 4       | 0 – 5   | 4 – 1    |

### KNVB Beker
| 1e ronde                                                | Heer      | 0 – 2 (0 – 0) | Sittardia                         |
| 19 augustus 1956 Plaats: Maastricht Sportpark RKSV Heer |           |               | 85' Gerard Gruisen 87' Bert Ehlen |
| 2e ronde                                                | Sittardia | 0 – 1 (0 – 0) | Roda Sport                        |
| 16 september 1956 Plaats: Sittard Sittardia-terrein     |           |               | 51' Bob Jongen                    |

## Statistieken Sittardia 1956/1957

### Eindstand Sittardia in de Nederlandse Eerste divisie B 1956 / 1957
| Stand | Gespeeld | Gewonnen | Gelijk | Verloren | Punten | Doelpunten voor | Doelpunten tegen |
| ----- | -------- | -------- | ------ | -------- | ------ | --------------- | ---------------- |
| 6e    | 30       | 13       | 6      | 11       | 32     | 64              | 50               |

### Topscorers
| #                 | Naam            | Goal |
| ----------------- | --------------- | ---- |
| 1.                | Harie Ehlen     | 17   |
| 2.                | Thei Huisman    | 12   |
| 3.                | Antoine Gardier | 11   |
| 4.                | Gerard Gruisen  | 9    |
| 5.                | Math Schmeitz   | 4    |
| 6.                | Sef Dieteren    | 2    |
| 6.                | Math Driessen   | 2    |
| 6.                | Frans Ververs   | 2    |
| 9.                | Joep Beckers    | 1    |
| 9.                | Harry Brüll     | 1    |
| 9.                | Hub Knops       | 1    |
| 9.                | Piet Quix       | 1    |
| Onbekend doelpunt |                 |      |
| –                 | Onbekend        | 11=  |
| Totaal            | Totaal          | 64   |

| #      | Naam           | Goal |
| ------ | -------------- | ---- |
| 1.     | Bert Ehlen     | 1    |
| 1.     | Gerard Gruisen | 1    |
| Totaal | Totaal         | 2    |